# روبی براف
روبی براف (انگلیسی: Ruby Braff; ۱۶ مارس ۱۹۲۷ – ۹ فوریهٔ ۲۰۰۳) نوازندهترومپت و آهنگساز اهل ایالات متحده آمریکا بود.